# Batman: Gotham Knight
Batman: Gotham Knight (japonês: バットマン ゴッサムナイト Battoman Gossamunaito; bra Batman - O Cavaleiro de Gotham) é um filme de animação nipo-sul-coreano-norte-americano de 2008, do gênero ação, produzido pelos estúdios de animação japoneses Studio 4°C, Madhouse, Bee Train, and Production I.G. em parceria com a DC Comics e Warner Bros. Animation. 
Reúne seis curtas estrelados pelo super-herói Batman, da DC Comics, com ambientação que se passa entre os filmes Batman Begins (2005) e Batman O Cavaleiro das Trevas (2008). Descreve Batman lutando contra a máfia de Gotham City, e também contra outros vilões. Apesar de todos baseados no estilo de arte japonesa, cada segmento tem sua própria escrita e estilo artístico. É similar a The Animatrix embora alguns segmentos estejam conectados. Batman é dublado originalmente em todos os segmentos por Kevin Conroy, artista regular das animações do Universo Animado DC.
É a terceira animação da linha Universo Animado DC lançada pela Warner Premiere e Warner Bros. Animation; os dois anteriores foram Superman: Doomsday e Justice League: The New Frontier. Posteriormente foram lançados Wonder Woman e Green Lantern: First Flight).

## Have I Got a Story for You
Em português "Tenho uma história para você" foi escrito por Josh Olson com animação do Studio 4°C. O escritor contou que se baseou na história em quadrinhos de Frank Robbins chamada "The Batman Nobody Knows", publicada pela primeira vez em Batman número 250 de 1973, e posteriormente adaptada para o episódio "Legends of the Dark Knight" de The New Batman Adventures.

### Elenco
- Kevin Conroy...Bruce Wayne
- Jason Marsden...Policial
- Scott Menville...B-Devil
- George Newbern...Homem de Preto
- Corey Padnos...Porkchop
- Crystal Scales...Meesh
- Alanna Ubach...Dander
- Hynden Walch...Mulher

### Sinopse
Quatro crianças de rua se encontram numa pista de skate e três delas começam contar, cada uma a seu modo, como viram momentos diferentes da luta de Batman contra um bandido tecnológico conhecido como Homem de Preto ("Man in Black"). Batman é descrito fantasiosamente como uma "sombra viva" (similar a um vampiro), "morcego humano" e "robô". O vilão também muda, sendo descrito com dentes do Crocodilo, depois com uma mochila-foguete e como similar ao Pistoleiro.  Ao final o herói e seu inimigo aparecem ainda lutando e o quarto garoto tem a chance de também ter uma história sobre o herói para contar aos outros.

## Crossfire

### Elenco
- Kevin Conroy...Batman
- Jim Meskimen...James Gordon
- Ana Ortiz...Anna Ramirez
- Corey Burton...Russo
- Gary Dourdan...Crispus Allen
- Jason Marsden...Doutor
- Scott Menville...policial
- Pat Musick...âncora do jornal
- Rob Paulsen...Maroni
- Andrea Romano

### Sinopse
Os detetives da Unidade de Crimes Graves da Polícia de Gotham City, Crispus Allen e Anna Ramirez, discutem sobre a colaboração do chefe deles, o tenente James Gordon, com o misterioso justiceiro Batman, enquanto levam o Homem de Preto (que se revela como o foragido Jacob Feely) para o Asilo Arkham. No caminho de volta são envolvidos num violento tiroteio entre bandidos mafiosos e parece não terem saída até que Batman aparece para ajudá-los.

## Field Test

### Elenco
- Kevin Conroy...Bruce Wayne / Batman
- Corey Burton...Russo, Ronald Marshall
- Will Friedle...Anton
- George Newbern...Guido
- Rob Paulsen...Sal Maroni
- Kevin Michael Richardson...Lucius Fox

### Sinopse
Um acidente com um novo satélite da WayneCom dá a ideia a Lucius Fox de criar um aparelho defletor que usa eletro-magnetismo e sensores de som para rechaçar balas de revólveres. Bruce Wayne investigava o empresário Ronald Marshall, do qual suspeita que tenha mandado assassinar a ativista Teresa Williams, que se opunha a um destrutivo plano de construções dele. À noite, Batman investiga dois barcos de propriedade dos mafiosos Maroni e o Russo, e usa a invenção de Lucius para se proteger dos disparos. Mas o aparelho lhe causa problemas por não funcionar como esperava.

## In Darkness Dwells

### Elenco
- Kevin Conroy...Batman
- Gary Dourdan...Crispus Allen
- Jim Meskimen...Tenente James Gordon
- Ana Ortiz...Anna Ramirez
- Corey Burton...Espantalho
- Will Friedle...cultista
- Brian George...O'Fallon
- George Newbern...homem
- Rob Paulsen...Toupeira

### Sinopse
A polícia avisa Batman sobre os rumores de um misterioso "homem-lagarto" (na verdade o vilão Crocodilo) que sequestra pessoas, entre eles o Cardeal católico O'Fallon enquanto fazia um sermão. O monstro teria escapado dentro da cripta da catedral e ido até os subterrâneos de Gotham. O Tenente Gordon suspeita da participação do Espantalho no sequestro baseado em ter encontrado nos locais dos crimes, vestígios da toxina do medo, utilizada pelo vilão. Batman lhe dá uma escuta para que a polícia o acompanhe em sua busca pelos subterrâneos.

## Working Through Pain

### Elenco
- Kevin Conroy...Bruce Wayne / Batman
- David McCallum...Alfred Pennyworth
- Will Friedle...jovem 1
- Brian George...Arman, homem desalinhado
- Jason Marsden...jovem 2
- Parminder Nagra...Cassandra
- George Newbern..jovem 3
- Rob Paulsen...jovem 4
- Kevin Michael Richardson... Avery, homem ferido
- Hynden Walch...Cassandra jovem

### Sinopse
Continuando o segmento anterior, Batman é ferido no estomago por um homem dos subterrâneos de Gotham. Enquanto pede ajuda a Alfred, ele relembra suas experiências com feridos quando trabalhava como médico voluntário, e do que aprendera com uma mulher faquir.

## Deadshot

### Elenco
- Kevin Conroy...Bruce Wayne / Batman
- Gary Dourdan...Crispus Allen
- Jim Meskimen...James Gordon, Floyd Lawton / Pistoleiro
- David McCallum...Alfred Pennyworth
- Jason Marsden...Thomas Wayne, Doutor
- Pat Musick...Âncora do jornal
- Kevin Michael Richardson...homem volumoso
- Andrea Romano...Martha Wayne
- Hynden Walch...Jovem Bruce

### Sinopse
Bruce Wayne relembra o assassinato de seus pais enquanto seu mordomo reclama sobre as várias armas que seu patrão trouxera dos subterrâneos, após os eventos do segmento anterior. Em outra parte da cidade um atirador e assassino de aluguel chamado Pistoleiro mata um homem com extraordinária perícia pois ficara numa roda-gigante em movimento. Seu próximo alvo é o Comissário Gordon, a mando do mafioso Russo. A polícia avisa Batman que inicia a vigilância do amigo.